# Malaui en los Juegos Olímpicos de Seúl 1988
Malaui estuvo representado en los Juegos Olímpicos de Seúl 1988 por un total de 16 deportistas masculinos que compitieron en 3 deportes.
El portador de la bandera en la ceremonia de apertura fue el atleta George Mambosasa. El equipo olímpico malauí no obtuvo ninguna medalla en estos Juegos.